# Defiance (televisieserie)
Defiance is een Amerikaanse sciencefictionserie die in de Verenigde Staten uitgezonden wordt op de televisiezender Syfy en geproduceerd wordt door Universal Cable Productions. De pilot werd uitgezonden op 15 april 2013 en de twaalfde en laatste aflevering van het eerste seizoen werd uitgezonden op 8 juli 2013. In de loop van 2014 wordt het tweede seizoen uitgezonden.

## Overzicht
Toen het zonnestelsel van de Votans, een collectief van zeven verschillende rassen, namelijk de "Castithan", de "Irathient", de "Indogene", de "Liberata", de "Sensoth", de "Gulanee" en de "Volge", vernietigd werd, kwam een deel van hen naar de Aarde om een nieuw leven te starten, niet wetende dat de Aarde al bewoners heeft. Ze werden door de mensheid eerder vijandig ontvangen, wat uiteindelijk eindigde met een oorlog tussen de twee, waarbij de Aarde erg beschadigd werd door terravorming en heel wat planten en dieren verdwenen. De oorlog kwam uiteindelijk tot een einde en in Defiance, een stad gebouwd op de ruïnes van Saint Louis, proberen mens en Votan met elkaar in vrede samen te leven. De serie start in 2046 als Joshua en zijn geadopteerde dochter Irisa, die hij jaren geleden had bevrijd uit de handen van een religieuze sekte, in Defiance belanden nadat ze hadden moeten vluchten toen ze een krachtige energiebron hadden gerecupereerd uit een wrak en overvallen werden. Aangekomen in Defiance vraagt burgemeester Amanda Rosewater aan Joshua om de moord op Luke McCawley, de oudste zoon van mijnexploitant Rafe McCawley, op te lossen.

## Rolverdeling

### Hoofdrollen
- Grant Bowler als Joshua Nolan — Ex-marinier en hoofd ordehandhaving van Defiance.
- Julie Benz als Amanda Rosewater — Burgemeester van Defiance.
- Stephanie Leonidas als Irisa Nyira — Irathient en Nolans geadopteerde dochter.
- Tony Curran als Datak Tarr — Een Castithan zakenman.
- Jaime Murray als Stahma Tarr — Dataks vrouw.
- Graham Greene als Rafe McCawley — Eigenaar van de mijn.
- Mia Kirshner als Kenya Rosewater — Amanda's jongere zuster, eigenaar van en prostituee in de "NeedWant", een bar, bordeel en gokhal.

### Bijrollen
- Dewshane Williams als Tommy LaSalle – Ordehandhaver.
- Trenna Keating als Doc Yewll – Dokter.
- Justin Rain als Quentin McCawley – Rafe's tweede zoon.
- Jesse Rath als Alak Tarr – Datak en Stahma's zoon.
- Nicole Muñoz als Christie Tarr (née McCawley) – Rafe's dochter.
- Fionnula Flanagan als Nicolette "Nicky" Riordan – De oud-burgemeester.
- Gale Harold als Connor Lang – Vertegenwoordiger van de Earth Republic.
- Noah Danby als Sukar – Irathient en leider van de Spirit Riders.
- Steven McCarthy als Mr. Birch – Nicolette Riordans handlanger.
- Wesley French als Luke McCawley – Rafe's oudste zoon.